# Piá
Piá, all'anagrafe João Batista Inácio (Ibitinga, 22 marzo 1982), è un procuratore sportivo ed ex calciatore brasiliano con passaporto italiano, di ruolo attaccante.

## Biografia
È fratello di Joelson, anch'egli ex calciatore e suo compagno di squadra al Pergocrema nella stagione 2011-2012.
Anche il figlio Samuele, nato nel 2008, ha intrapreso la carriera da calciatore: al 2025, milita nel settore giovanile del Borussia Dortmund e ha collezionato presenze nelle nazionali giovanili italiane.

## Caratteristiche tecniche
Ala sinistra naturale con buone doti e qualità tecniche, poteva essere impiegato anche come ala destra e raramente è stato schierato in carriera come prima e seconda punta.

## Carriera

### Atalanta e Ascoli
Arrivato in Italia a 14 anni, è cresciuto nel fiorente vivaio dell'Atalanta, esordendo nella massima divisione il 2 dicembre 2001 con i bergamaschi, nella sfida casalinga contro l'Inter.
Realizza il primo gol in Serie A il 27 gennaio 2002 in Atalanta-Fiorentina, partita vinta dai padroni di casa per 2-0.
Si mette in mostra anche in Coppa Italia, dove realizza contro la Juventus il suo secondo gol tra i professionisti.
L'anno successivo viene prestato all'Ascoli in Serie B, dove diviene il capocannoniere del club marchigiano, realizzando 13 reti.

### Napoli e prestiti vari
Nel gennaio 2005 è acquistato dal Napoli, all'epoca ripartito dalla Serie C, con cui ottiene l'anno seguente da protagonista la promozione in Serie B (stagione 2005-2006) segnando diversi gol, nonostante il grave infortunio al ginocchio riportato a Frosinone nel Dicembre 2005. 
Nella stagione 2006-2007 colleziona con Reja 21 presenze in Serie B, realizzando due gol decisivi, contro Treviso e Brescia, che fruttano due vittorie utili per la promozione in Serie A.
Il 19 agosto 2007 viene ceduto in prestito al Treviso, tornando così in Serie B, e segnando all'esordio contro l'Avellino su calcio di rigore. Dopo un ottimo inizio di campionato e altre 2 reti contro Cesena e Spezia, nel mercato di gennaio 2008 ritorna nuovamente in A, sempre in prestito, al Catania allenato da Walter Zenga, con cui conquista la salvezza. Terminato il prestito con gli etnei, torna al Napoli.
Esordisce in Coppa UEFA il 14 agosto 2008 contro il Vllaznia mettendo a segno una doppietta, grazie alla quale gli azzurri sconfiggono gli albanesi per 3-0. In seguito si ripete nella gara di ritorno al San Paolo, vinta 5-0, segnando la rete del 2-0. Il 3 maggio 2009, nel match esterno contro il Siena, realizza il suo primo gol in Serie A con la maglia azzurra, che gli permette di entrare nella storia assoluta della società partenopea diventando il primo calciatore ad aver giocato e segnato in maglia azzurra in Serie A, Serie B, Serie C1 e Coppe Europee. Se si considera anche la Coppa Intertoto condivide questo primato con l'ex compagno Mariano Bogliacino. Realizza complessivamente otto reti tra campionato e coppe (record personale in maglia azzurra) ed è il terzo cannoniere stagionale del Napoli a pari merito con Ezequiel Lavezzi.
Nel torneo successivo colleziona due presenze prima di essere ceduto in prestito con diritto di riscatto al Torino, nella finestra invernale di calciomercato. In campionato colleziona 17 presenze e 3 reti in B, tutte decisive per battere Albinoleffe, Grosseto e Vicenza. A causa di un infortunio salta i Playoff e al termine della stagione non viene riscattato dalla società granata, tornando al Napoli una volta scaduti i termini del prestito.

### Portogruaro, Pergocrema e Lecce
Il 31 agosto 2010 viene ceduto a titolo definitivo al Portogruaro, neo-promosso in Serie B e si lega al club con un contratto triennale. In una stagione condizionata dagli infortuni, segna un gol decisivo nella vittoria 0-1 a Modena contro il Sassuolo. Una volta retrocesso in Lega Pro, decide di comune accordo con il Portogruaro di rescindere il contratto.
Il 6 settembre 2011 firma un contratto biennale con il Pergocrema, compagine lombarda militante in Lega Pro Prima Divisione. Segna il suo primo gol su rigore contro il Bassano Virtus. Colleziona 22 presenze e diventa con 10 reti il capocannoniere del club lombardo. A fine stagione, dopo aver giocato qualche mese al fianco del fratello Joelson, rimane svincolato a seguito del fallimento della società gialloblu.
Il 28 luglio 2012 viene ingaggiato dal Lecce con un contratto biennale, insieme al suo ex compagno di squadra ai tempi del Napoli Mariano Bogliacino. Il 2 novembre segna, da ex, il primo gol con la maglia giallorossa nella partita Lecce-Portogruaro (2-1). A seguito della sconfitta in finale play-off con il Carpi, la società pugliese decide di non riconfermare gran parte della rosa, tra cui anche Inacio Pià.

### La parentesi in Grecia e il ritorno in Italia
Il 26 agosto 2013 viene ingaggiato dai greci del Larissa, militanti nella terza serie nazionale, ma nel dicembre successivo rescinde anticipatamente il contratto. Il 3 gennaio 2014 torna quindi in Italia firmando un contratto con L'Aquila, in Lega Pro Prima Divisione. Fa il suo esordio, da titolare e da ex, nella partita persa dai rossoblu contro il Lecce.
Alla 31ª giornata segna il suo primo gol nello 0-4 rifilato al Gubbio.
Rimasto svincolato a fine stagione, il 7 ottobre 2014 firma per il Taranto, accettando di scendere di categoria in serie D, ritrovando da Direttore Sportivo l'ex compagno e amico ai tempi del Napoli Francesco Montervino.
Nel dicembre 2014 si trasferisce ai bresciani del Darfo Boario, in Eccellenza, riavvicinandosi a casa e trascinando il club camuno ai play-off con 7 gol in 12 presenze.
Durante i play-off realizza 5 dei 6 gol complessivi realizzati dalla squadra nelle 4 partite giocate, ma il Darfo Boario viene eliminato ai rigori nella semifinale nazionale.
Nell'agosto 2015 passa al Varese, in Eccellenza, con cui però disputa solo pochi scampoli di partita in campionato nella fase regionale di Coppa Italia Dilettanti; costretto all'inattività da un infortunio, il 29 novembre successivo rifiuta una riduzione dell'ingaggio e rescinde il contratto col club biancorosso. Il 4 gennaio 2016 viene ingaggiato ufficialmente nella Pro Patria, squadra che milita in Lega Pro, dove colleziona quattro presenze, non riuscendo ad evitare la retrocessione del club.
Il 14 luglio 2016 fa ritorno al Darfo Boario, in Serie D, realizzando 2 gol in 11 presenze. Nel mese di dicembre si trasferisce all'Adrense, squadra lombarda militante in Eccellenza.
Al termine della stagione, chiusa con 4 gol in maglia bianconera, annuncia il ritiro dal calcio giocato, a causa di persistenti problemi al ginocchio, con l'intenzione di diventare procuratore sportivo.

## Statistiche

### Presenze e reti nei club
| Stagione            | Squadra             | Campionato          | Campionato | Campionato | Coppe nazionali | Coppe nazionali | Coppe nazionali | Coppe continentali | Coppe continentali | Coppe continentali | Altre coppe | Altre coppe | Altre coppe | Totale | Totale |
| Stagione            | Squadra             | Comp                | Pres       | Reti       | Comp            | Pres            | Reti            | Comp               | Pres               | Reti               | Comp        | Pres        | Reti        | Pres   | Reti   |
| ------------------- | ------------------- | ------------------- | ---------- | ---------- | --------------- | --------------- | --------------- | ------------------ | ------------------ | ------------------ | ----------- | ----------- | ----------- | ------ | ------ |
| 1999-2000           | Atalanta            | B                   | 0          | 0          | CI              | 1               | 0               | -                  | -                  | -                  | -           | -           | -           | 1      | 0      |
| 2000-2001           | Atalanta            | A                   | 0          | 0          | CI              | 0               | 0               | -                  | -                  | -                  | -           | -           | -           | 0      | 0      |
| 2001-2002           | Atalanta            | A                   | 9          | 1          | CI              | 3               | 1               | -                  | -                  | -                  | -           | -           | -           | 12     | 2      |
| 2002-2003           | Atalanta            | A                   | 14         | 0          | CI              | 1               | 0               | -                  | -                  | -                  | -           | -           | -           | 15     | 0      |
| 2003-2004           | Ascoli              | B                   | 36         | 13         | CI              | 3               | 1               | -                  | -                  | -                  | -           | - -         | -           | 39     | 14     |
| 2004-gen. 2005      | Atalanta            | A                   | 10         | 0          | CI              | 4               | 1               | -                  | -                  | -                  | -           | -           | -           | 14     | 1      |
| Totale Atalanta     | Totale Atalanta     | Totale Atalanta     | 33         | 1          |                 | 9               | 2               |                    | -                  | -                  | -           | -           | -           | 42     | 3      |
| gen.-giu. 2005      | Napoli              | C1                  | 17+4       | 5+0        | -               | -               | -               | -                  | -                  | -                  | -           | -           | -           | 21     | 5      |
| 2005-2006           | Napoli              | C1                  | 24         | 5          | CI+CI-C         | 5+2             | 0+2             | -                  | -                  | -                  | S-C1        | 2           | 0           | 33     | 7      |
| 2006-2007           | Napoli              | B                   | 21         | 2          | CI              | 4               | 1               | -                  | -                  | -                  | -           | -           | -           | 25     | 3      |
| 2007-gen. 2008      | Treviso             | B                   | 16         | 3          | CI              | 0               | 0               | -                  | -                  | -                  | -           | -           | -           | 16     | 3      |
| gen.-giu. 2008      | Catania             | A                   | 8          | 0          | CI              | 1               | 0               | -                  | -                  | -                  | -           | -           | -           | 9      | 0      |
| 2008-2009           | Napoli              | A                   | 15         | 4          | CI              | 1               | 1               | I+CU               | 2+3                | 0+3                | -           | -           | -           | 21     | 8      |
| 2009-gen. 2010      | Napoli              | A                   | 2          | 0          | CI              | 1               | 0               | -                  | -                  | -                  | -           | -           | -           | 3      | 0      |
| Totale Napoli       | Totale Napoli       | Totale Napoli       | 79+4       | 16         |                 | 13              | 4               |                    | 5                  | 3                  |             | 2           | 0           | 103    | 23     |
| gen.-giu. 2010      | Torino              | B                   | 17         | 3          | CI              | -               | -               | -                  | -                  | -                  | -           | -           | -           | 17     | 3      |
| 2010-2011           | Portogruaro         | B                   | 13         | 1          | CI              | 0               | 0               | -                  | -                  | -                  | -           | -           | -           | 13     | 1      |
| set. 2011-2012      | Pergocrema          | 1D                  | 22         | 10         | CI-LP           | -               | -               | -                  | -                  | -                  | -           | -           | -           | 22     | 10     |
| 2012-2013           | Lecce               | 1D                  | 21+2       | 4+0        | CI+CI-LP        | 2+1             | 0+0             | -                  | -                  | -                  | -           | -           | -           | 26     | 4      |
| set.-dic. 2013      | Larissa             | FL2                 | 2          | 0          | CG              | 1               | 0               | -                  | -                  | -                  | -           | -           | -           | 3      | 0      |
| gen.-giu. 2014      | L'Aquila            | 1D                  | 12+1       | 1+0        | CI+CI-LP        | -               | -               | -                  | -                  | -                  | -           | -           | -           | 13     | 1      |
| ott.-dic. 2014      | Taranto             | D                   | 7          | 0          | CI+CI-D         | -               | -               | -                  | -                  | -                  | -           | -           | -           | 7      | 0      |
| dic. 2014-2015      | Darfo Boario        | Ecc.                | 12+4       | 7+5        | CI-E            | -               | -               | -                  | -                  | -                  | -           | -           | -           | 16     | 12     |
| ago.-dic. 2015      | Varese              | D                   | 1          | 0          | CI-E            | 2               | 1               | -                  | -                  | -                  | -           | -           | -           | 3      | 1      |
| gen.-giu. 2016      | Pro Patria          | LP                  | 4          | 0          | CI-LP           | -               | -               | -                  | -                  | -                  | -           | -           | -           | 4      | 0      |
| ago.-dic. 2016      | Darfo Boario        | D                   | 11         | 2          | CI-D            | 1               | 0               | -                  | -                  | -                  | -           | -           | -           | 12     | 2      |
| Totale Darfo Boario | Totale Darfo Boario | Totale Darfo Boario | 23+4       | 14         |                 | 1               | 0               |                    | -                  | -                  |             | -           | -           | 28     | 14     |
| dic. 2016-2017      | Adrense             | Ecc.                | 12         | 4          | CI-E            | -               | -               | -                  | -                  | -                  | -           | -           | -           | 12     | 4      |
| Totale carriera     | Totale carriera     | Totale carriera     | 306+11     | 70         |                 | 33              | 8               |                    | 5                  | 3                  |             | 2           | 0           | 357    | 81     |

## Palmarès

### Competizioni giovanili
- Coppa Italia Primavera: 2

Atalanta: 1999-2000, 2000-2001

### Competizioni nazionali
- Serie C1: 1

Napoli: 2005-2006